# Nigerias herrlandslag i fotboll
Nigerias herrlandslag i fotboll, eller Super Eagles som laget ofta kallas, klev under 1990-talet fram som ett av Afrikas främsta landslag med OS-guldet 1996 som höjdpunkt och milstolpe för den afrikanska landslagsfotbollen.

## Historia
Nigeria spelade sin första officiella landskamp den 28 maj 1955, då man förlorade med 0–1 i Accra mot Guldkusten (senare Ghana). 1960 blev Nigeria självständigt men fotbollsförbundet hade skapats redan innan dess.

## African Nations Cup
Nigeria deltog i African Nations Cup första gången 1963 utan framgång. 1976 vann laget bronsmatchen mot Tunisien på straffar. 1980 spelade man på hemmaplan och vann finalen med 3–0 mot Algeriet.
1984 nådde Nigeria final men förlorade med 1–3 mot Kamerun. År 1988 var man tillbaks och förlorade återigen i finalen med 0-1 mot Kamerun. 
1990 förlorade laget i finalen med 0–1 mot Algeriet. 1992 slog Nigeria i bronsmatchen Kamerun med 2–1. 1994 vann laget i finalen mot Zambia med 2–1. 
År 2000 förlorade laget i finalen mot Kamerun på straffar. 2002 tog Nigeria brons.  
Kvalet till 2004 års mästerskap gick bra för nigerianerna. Redan innan kvalet började drog sig Djibouti ur gruppen och således var det endast tre lag i Nigerias grupp som kämpade om en åtråvärd mästerskapsplats. Dubbelsegrar mot Malawi och två poäng mot Angola räckte för att klara sig genom kvalet. Mästerskapet började dock lite knaggligt, stryk med 1–0 i premiärmatchen mot Marocko. Men det ordnade upp sig, komfortabel seger mot Sydafrika och uddamålsseger mot jumbon Benin bar till kvartsfinal. Där fick man möta grannarna och rivalerna i Kamerun. Kameruns stjärna Samuel Eto'o gav visserligen sitt hemland ledningen men innan halvlek kvitterade Nigerias Jay-Jay Okocha och i 73:e minuten gjorde hans landsman John Utaka segermålet vilket tog Nigeria till ännu en semifinal. I semifinalen blev man lottad mot hemmanationen Tunisien. Denna gången var det Nigeria som öppnade målskyttet genom Okacha men i 82:a minuten hade hemmanationen kvitterat. Resultatet stod sig efter 120 minuter och således väntade straffar vilket Tunisien med hjälp av starkt läktarstöd gick segrande ur. Bronsmatchen gick dock återigen bra. Inte nog med att Okocha satte sitt fjärde mål i turneringen och gick upp i delad skytteligaledning, Peter Odemwingie utökade till 2–0 och sen innebar Malis 2–1-reducering ingenting. Det blev återigen nigerianskt brons. 
Deltagandet i Afrikanska Mästerskapen 2006 i Egypten var ett tröstpris för Nigeria då man med liten marginal och fint spel missat en VM-plats som skulle spelas senare samma år i Tyskland. Men i dessa mästerskap var det inget snack om att Nigeria skulle vara ett lag att räkna med. Trots att Nigeria inte vunnit turneringen sedan 1994 hade man gått långt i turneringarna de senaste åren. Gruppspelet blev inget hinder vilket man enkelt tog sig inom med nio poäng av nio möjliga, med segrar mot storlag så som Ghana och Senegal. Mot Tunisien i kvartsfinalen var det dock inte lika självklart trots tidig nigeriansk ledning med mål av Victor Obinna. Efter tunisisk kvittering väntade, liksom i mästerskapet tidigare, (fast då i semifinal) ett straffavgörande där Nigeria satt med hjärtat i halsgropen. Joseph Yobo missade Nigerias öppningsstraff och även tredje straffen slagen av unge Ayila innebär miss i protokollet. Lyckligtvis skötte sig Vincent Enyeama bra i målet och hindrade två av Tunisiens straffar att gå in, och avgjorde sedan genom att rädda Tunisiens sjunde straff. Elfenbenskusten med superstjärnan Didier Drogba blev dock övermäktigt för Nigeria och det var just Drogba som med semifinalens enda mål skickade Nigeria till bronsmatchen i huvudstaden Kairo. Där slog man återigen Senegal och tog ännu en bronsmedalj.
Efter en mängd medaljer, tre brons och ett silver de fyra senaste mästerskapen, hade nu Nigeria fokus på mästartiteln. Kvalet var som väntat inget hinder för Nigeria som via endast en förlust mot Uganda var ett av sexton lag som hade chansen till titeln "2008 års afrikanska mästare". Premiärmatchen blev dock ingen lätt uppgift för ett segervisst Nigeria, Elfenbenskusten med stjärnspelare som Chelseas Drogba och Barcelonas Yaya Touré drog det längsta strået och vann knappt med 1–0. Till skillnad från i kvalet där Nigeria gjort tio mål började Nigerias anfallsspel svikta, de chanser man ändå skapade brändes. 0–0 mot Mali i andra gruppspelsmatchen sågs inte som någon framgång. Avancemang blev det ändå, när det gällde som mest presterade Nigeria och slog gruppens jumbo Benin med 2–0. Någon ny medalj var för mycket att hoppas på. Rutinerade Ghana vände i kvartsfinalen efter att Yakubu satt 1–0 från straffpunkten. Bronset som Nigeria bärgat de tre senaste åren gick således till Ghana istället.
I och med Nigerias lyckade VM-kval 2010 gav detta även Nigeria en plats i 2010 års afrikanska mästerskap då fotbollsförbundet beslutat att samma kval skulle gälla för båda turneringarna. I premiärmatchen i gruppen stötte man dock på sin överman, de regerande mästarna i Egypten som trots ett nigerianskt ledningsmål av Obasi vann komfortabelt med 3–1. Men avancemang säkrade Nigeria ändå. Ett straffmål mot Benin gav tre viktiga poäng och en komfortabel seger med 3–0 mot Moçambique avgjorde saken. Nigeria var klar för kvartsfinal där Zambia stod som motståndare. Efter en tät kamp utan mål avgjordes matchen genom straffar. Nigeria visade sin skicklighet när det gällde detta, alla fem straffläggare satte sina straffar till och med målvakten Vincent Enyeyama som dessutom räddade Zambias fjärde straff slagen av Thomas Nyrienda. Semifinalen mot Ghana innebar chans till revansch för Nigeria då Ghana slagit ut Nigeria i kvartsfinalen i förra mästerskapet, men det blev dock respass för nigerianerna. Återigen vann Ghana med uddamålet gjort av målmaskinen Asamoah Gyan. Men med nya energi till bronsmatchen kom man ur mästerskapet med en medalj genom 1–0 mot VM-klara Algeriet.
Efter bronssuccén 2010 missade man dock att kvala in till nästa afrikanska mästerskap i Gabon/Ekvatorialguinea 2012. Även om kvalet inte var något brakfiasko för Nigeria, kvalgruppen slutade med bara en enda förlust mot Guinea räckte den förlusten till för att endast hamna tvåa efter den stora skrällen Guinea, där poängen inte ens räckte till att kvalificera sig som kvalgruppernas två bästa andraplacerade lag. 
Kvalet till 2013 års mästerskap gick betydligt mer smärtfritt, kanske till Nigerias fördel var kvalspelet utformat som två playoff-möten där 2–0 mot Rwanda samt övertygande 8–3 mot Liberia i dubbelmöten var tillräckligt för att få göra comeback i mästerskapen. Men ingenting var självklart trots på pappret stort favoritskap. I de två inledande matcherna mot Burkina Faso och Zambia gjorde Emmanuel Emenike ledningsmål för sitt Nigeria men genom sena kvitteringar av Burkina Fasos Alain Traoré och Zambias Kennedy Mweene stod Nigeria endast på två poäng och seger över jumbon Etiopien var nödvändigt och visst blev det nervöst. Mållöst fram till åttionde minuten, men genom två straffar säkert placerade av unge nykomlingen Victor Moses fastställdes 2–0 och nigerianskt avancemang. Lottningen kunde ha varit mer gynnsam, i kvartsfinalen väntade storstjärnan Drogbas Elfenbenskusten. Men Emenike var i storform och gjorde sitt tredje ledningsmål för Nigeria i turneringen. Efter halvtid hade Elfenbenskusten kvitterat, men genom Mba fixade Nigeria en semifinalplats i 78:e minuten. Där hette motståndet Mali som något överraskande slagit ut värdnationen Sydafrika på straffar. Mot Nigeria var de dock chanslösa. Efter timmen spelad visade måltavlan 4–0 i nigeriansk favör, inkluderat ännu ett mål av Emenike som genom det gick upp i delad skytteligaledning vilket stod sig turneringen ut. Ett tröstmål för Mali förstörde inte den nigerianska bragden som innebar finalspel mot Burkina Faso som Nigeria redan kryssat mot i gruppspelet. Mbas andra turneringsmål ihop med en fantastisk defensiv var segerkonceptet som ledde till Nigerias tredje titel i de Afrikanska mästerskapen och den första på 19 år.

### Nigeria i VM
Nigeria deltog i VM första gången 1994 och gick vidare från gruppspelet men förlorade i åttondelsfinalen mot blivande finalisterna  Italien.
1998 gick laget återigen vidare från gruppspelet och förlorade återigen i åttondelsfinalen, denna gång mot Danmark.
2002 gjorde Nigeria sitt tredje raka slutspel men lyckades inte gå vidare från gruppspelet
Något fjärde raka slutspel blev det dock inte då sviten bröts i och med Nigerias misslyckade kval till VM 2006. Nigeria gjorde inte på något vis ett dåligt kval men med de få VM-platser Afrika blivit tilldelade var marginalerna små. Trots lika många poäng och bättre målskillnad som gruppvinnaren Angola åkte Nigeria ut mot Angola på inbördes möten 1–1 samt 0–1 som för övrigt var Nigerias enda förlust i hela kvalspelet. Anfallsspelet var dock det bästa ett nigerianskt landslag visat upp på länge, Nigeria gjorde 21 mål, 8 av dessa gjordes av Obafemi Martins. Att Nigerias andraplats i gruppen innebar kvalificering till Afrikanska mästerskapen var åtminstone en liten tröst.
Efter ett misslyckat kvalspel 2006 var nu revanschlusten hos de fotbollsälskande nigerianerna stor, det nigerianska landslaget storspelade och gick igenom kvalspelet helt obesegrat vilket betydde nio vunna matcher samt tre oavgjorda, inkluderat segrar mot rutinerade fotbollsnationer såsom Tunisien och Sydafrika. Drömmarna om ett VM-slutspel infriades och självförtroendet var på topp, ett självförtroende som började blekna något när lottningen stod klar. Inte nog med att man ställdes mot Argentina som alltid var att räkna med i mästerskap, i gruppen ingick även Sydkorea som även de sopat banan med konkurrenterna och gått obesegrade genom kvalet. Den enklaste matchen såg ut att bli den mot Grekland om man nu skulle kunna kalla det för en enkel match då grekerna alltid tenderade att skrälla med minnen från EM 2004. Således var avancemang till åttondelen något förbundskapten Lars Lagerbäck förväntade sig.
Premiärmatchen gick mot Argentina och det visade sig redan inledningsvis bli en tuff kamp för nigerianerna. Rutinerade Gabriel Heinze gjorde 1–0 redan i sjätte minuten och hade goda möjligheter att öka på det flera gånger, men tack vare exemplariskt målvaktsspel av Vincent Enyeyama blev det inga fler mål och Nigeria lämnade planen med hedern i behåll, dock utan poäng. Så väntade den på förhand enklaste matchen som nu hade blivit till en match där man var tvungen att ta poäng för att hålla avancemangsdrömmen vid liv. På andra sidan stod Otto Rehhagels greker. Klart stod att inledningen här blev betydligt bättre än den man fick mot Argentina. Redan i sextonde minuten slog rutinerade Kalu Uche en frispark rakt i mål ackompanjerat av nigerianskt jubel. Men dryga kvarten senare var tonläget annorlunda. Den nigerianske mittfältaren Sani Kaita sparkar av outgrundlig anledning grekernas Vasilis Torosidis på låret vilket givetvis ledde till rött kort och försatte ledande Nigeria i ett numerärt underläge. Resten av matchen var ur nigerianskt perspektiv en dyster historia. Den tidigare hyllade supermålvakten Enyeyama blev syndabock då han förorsakade grekernas ledningsmål genom att istället för att fånga upp ett skott från grekerna i sin famn, istället touchade bollen med knät och gav skytten Salpingidis öppet mål. Men kört för Nigerias del var det dock inte. Med en seger mot Sydkorea och med tilltro till att Argentina skulle göra sitt jobb mot Grekland skulle man trots allt segla upp som tvåa med bättre målskillnad än de andra två kombattanterna. Liksom i Greklandsmatchen var det Kalu Uche som öppnade Nigerias målskytte till 1–0 redan innan kvarten var spelad. Men liksom i förra matchen var Nigeria oförmögna att försvara sin ledning och släppte först in 1–1 på nick efter frispark före halvlek, för att ett par minuter efter halvlek se Sydkoreas Park Chu-young slå en frispark rätt i mål. Oturen slutade dock inte där, Yakubu missade öppet mål från någon meters avstånd. Att sen Yakubu kvitterade på straff i 69:e minuten betydde ingenting mer än att Nigeria slapp gå poänglösa från mästerskapet. Trots en sen argentinsk forcering som ledde till 2–0-seger över Grekland blev alltså Nigeria utslaget med 1 poäng och två tuffa uddamålsförluster.

### Nigeria i OS
Nigeria medverkade i OS första gången 1968 i Mexico City, men det dröjde innan man nådde framgång. 1996 i Atlanta vann Nigeria OS-guld vilket är en av de största framgångarna för den afrikanska landslagsfotbollen. Nigeria vann mot Brasilien i semifinalen med 4-3 och i finalen besegrade man Argentina med 3–2. 2008 i Peking spelade man OS-final men förlorade med 0–1 mot Argentina.

## Spelare
Följande spelare blev kallade 14 november 2017.
| Nr | Pos. | Namn                 | Födelsedatum (ålder) | Matcher | Mål |                | Klubb                     |
| -- | ---- | -------------------- | -------------------- | ------- | --- | -------------- | ------------------------- |
|    | MV   | Ikechukwu Ezenwa     | 16 oktober 1988      | 12      | 0   | Nigeria        | Sunshine Stars            |
|    | MV   | Daniel Akpeyi        | 3 augusti 1986       | 7       | 0   | Sydafrika      | Chippa United F.C.        |
|    | MV   | Francis Uzoho        | 28 oktober 1998      | 1       | 0   | Spanien        | RC Deportivo de La Coruña |
|    |      |                      |                      |         |     |                |                           |
|    | F    | Kenneth Omeruo       | 17 oktober 1993      | 36      | 0   | Turkiet        | Kasımpaşa                 |
|    | F    | Leon Balogun         | 28 juni 1989         | 15      | 0   | Tyskland       | Mainz 05                  |
|    | F    | William Troost-Ekong | 1 september 1993     | 17      | 0   | Norge          | FK Haugesund              |
|    | F    | Shehu Abdullahi      | 12 mars 1993         | 21      | 0   | Cypern         | Anorthosis Famagusta FC   |
|    | F    | Ola Aina             | 8 oktober 1996       | 3       | 0   | Storbritannien | Hull City AFC             |
|    | F    | Chidozie Awaziem     | 1 januari 1997       | 3       | 0   | Frankrike      | FC Nantes                 |
|    | F    | Tyronne Ebuehi       | 16 december 1995     | 2       | 0   | Nederländerna  | ADO Den Haag              |
|    |      |                      |                      |         |     |                |                           |
|    | MF   | Joel Obi             | 22 maj 1991          | 12      | 0   | Italien        | Torino                    |
|    | MF   | Lukman Haruna        | 4 december 1990      | 7       | 1   | Ryssland       | Anzji Machatjkala         |
|    | MF   | Rabiu Ibrahim        | 15 mars 1991         | 1       | 0   | Slovakien      | Trenčín                   |
|    | MF   | Nwankwo Obiora       | 12 juli 1991         | 0       | 0   | Portugal       | Académica de Coimbra      |
|    | MF   | Izunna Uzochukwu     | 11 maj 1990          | 0       | 0   | Ryssland       | Amkar Perm                |
|    | MF   | Sylvester Igboun     | 8 augusti 1990       | 0       | 0   | Ryssland       | Ufa                       |
|    | MF   | Mohammed Usman       |                      | 0       | 0   | Nigeria        | Taraba                    |
|    | MF   | Austin Obaroakpo     |                      | 0       | 0   | Nigeria        | Abia Warriors             |
|    |      |                      |                      |         |     |                |                           |
|    | A    | Ahmed Musa           | 14 oktober 1992      | 50      | 10  | Ryssland       | CSKA Moskva               |
|    | A    | Emmanuel Emenike     | 10 maj 1987          | 33      | 9   | Turkiet        | Fenerbahçe                |
|    | A    | Anthony Ujah         | 7 april 1988         | 5       | 0   | Tyskland       | FC Köln                   |
|    | A    | Moses Simon          | 12 juli 1995         | 2       | 0   | Belgien        | Gent                      |
|    | A    | Emem Eduok           | 31 januari 1994      | 0       | 0   | Tunisien       | Espérance                 |
|    | A    | Prince Aggrey        |                      | 0       | 0   | Nigeria        | Sunshine Stars            |

### Kända spelare
- Sunday Oliseh
- Taribo West
- Jay-Jay Okocha
- Nwankwo Kanu
- Peter Ijeh
- Yakubu Aiyegbeni
- John Obi Mikel
- Obafemi Martins
- John Utaka
- Joseph Yobo
- Ikechukwu Uche
- Kelvin Etuhu
- Victor Moses